# Alcubilla de las Peñas
Alcubilla de las Peñas – gmina w Hiszpanii, w prowincji Soria, w Kastylii i León, o powierzchni 86,06 km². W 2011 roku gmina liczyła 72 mieszkańców.